# Serrat/4 (álbum)
Serrat/4 es el título del séptimo disco LP del cantautor Joan Manuel Serrat cantado en lengua catalana y editado en 1970 por la compañía discográfica Edigsa, con arreglos y dirección musical de Ricard Miralles.

## Canciones que incluye la grabación
1. 20 de març - 2:47
2. Els veremadors - 4:38
3. Conillet de vellut - 2:45
4. El meu carrer - 3:41
5. Bon dia - 2:12
6. Cançó per a en Joan Salvat-Papasseit - 3:55
7. Quasi una dona - 3:08
8. Temps de pluja - 3:02
9. Adéu, adéu amor meu i sort - 2:25
10. Mare Lola - 4:24

## Críticas
El disco bajó el nivel de ventas de los últimos años del cantautor, pero ayudó a consolidar su fama en el interior de Cataluña ya que el público catalán comenzaba a olvidarse de su faceta en lengua catalana. Así mismo la mayoría de las canciones más conocidas del cantautor en lengua catalana se encuentran en este álbum. También se convirtió en el disco en catalán que más conocido llegó a ser fuera de Cataluña superando incluso a Com ho fa el vent.